# Mezquita Taza Pir
La mezquita Taza Pir (también Tazapir, Teze Pir, Teze-Pir, Tezepir) es una mezquita en Bakú, Azerbaiyán. La idea de la construcción de la mezquita y la financiación fue proporcionada por una filántropa, una mujer, Nabat Ashurbeyli.

## Historia

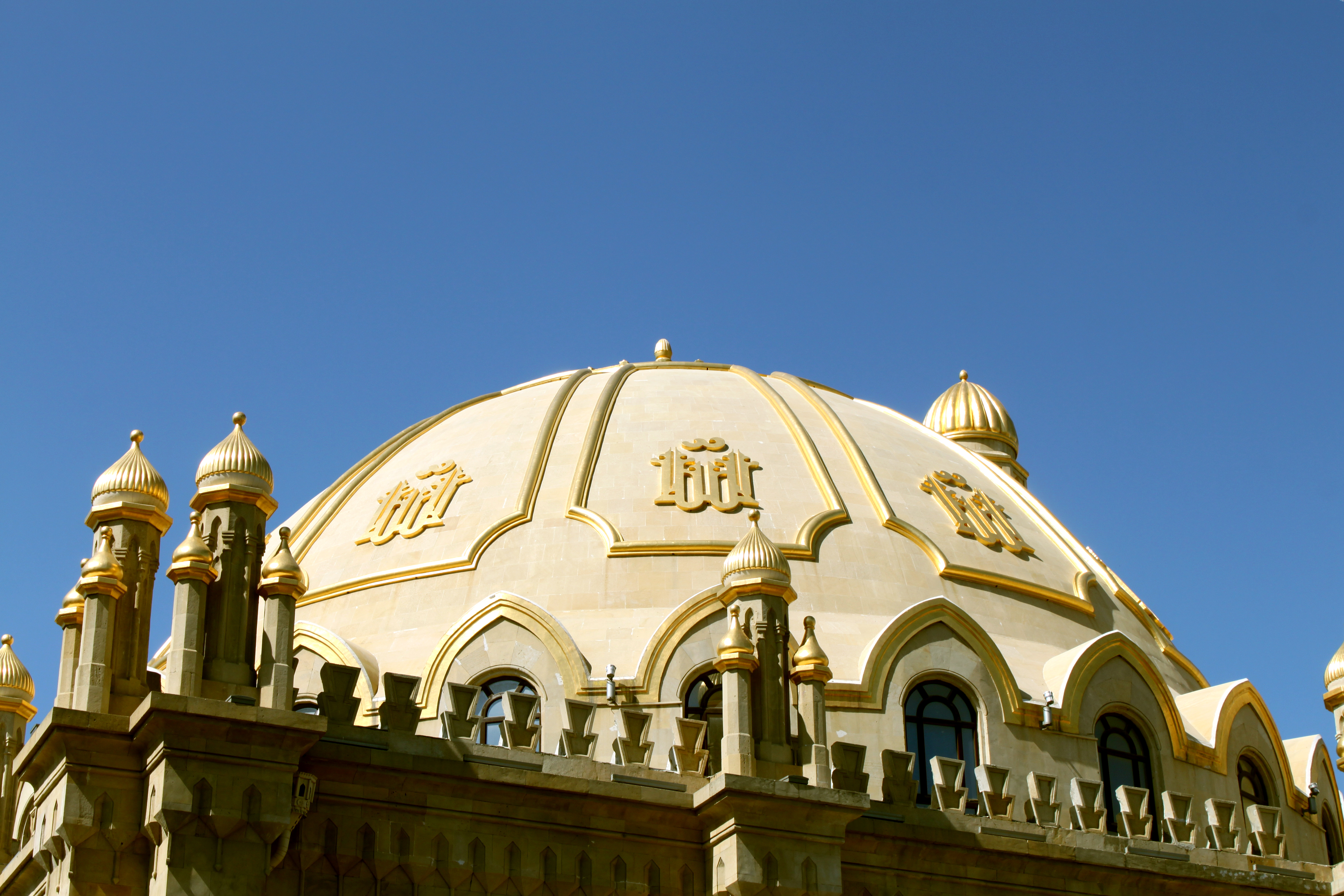
La cúpula de la mezquita

La construcción de la mezquita se inició en el año 1905 por el arquitecto Zivar bay Ahmadbayov bajo el patrocinio de Nabat Ashurbeyli. Después de la muerte de Nabat khanum, la construcción suspendió. Pero, pronto la construcción se continuó por su hijo. La inauguración de la mezquita tuvo lugar en el año 1914.
Solamente 3 años después de la apertura de la mezquita, esta se cerró por la Revolución de Octubre, en el año 1917. A lo largo de estos años, la mezquita funcionó como cine y granero, y desde 1943 y hasta el día de hoy como la mezquita.
Akhund de la mezquita es Sheikh ul-Islam y Gran muftí del Cáucaso, Allahshukur Pashazadeh.

## Arquitectura
El interior de la mezquita cubre un área de 1400 metros cuadrados, decorado con los ornamentos de las escuelas de arte de Azerbaiyán y con los orientales. El mihrab y la cúpula de la mezquita es de mármol y los elementos decorativos de la mezquita, la parte superior de los minaretes y las inscripciones están hechos de oro.
La altura de la cúpula es de un metro y medio. La cúpula, en la que está escrito 6 veces La ilaha ilallah de proclamación musulmana de fe o Shahada, está hecha de la piedra Qızılqaya (Gyzylgaya).